# Strictfp
Strictfp es una palabra reservada de java utilizada para restringir cálculos de coma flotante para garantizar la portabilidad. El modificador se introdujo en la versión J2SE 1.2.
En las JVMs antiguas los cálculos de coma flotante eran estrictos, es decir, todos los valores utilizados en el cálculo de coma flotante se realizaban en el estándar IEEE-float, lo que podía provocar en ocasiones un desbordamiento numérico (numeric overflow o underflow) en medio del cálculo, aunque el resultado final sería válido.
El modificador surge debido a que unas plataformas pueden manejar más precisión que otras, y en ese caso da al programador la posibilidad de utilizar strictfp para garantizar que los cálculos se realicen conforme a la norma IEEE-754 para aritmética en coma flotante.